# ノースカロライナ交響楽団
ノースカロライナ交響楽団（ノースカロライナこうきょうがくだん、英語: North Carolina Symphony、略称:NCS）は、アメリカ合衆国のノースカロライナ州ローリーに本拠を置くオーケストラ。

## 概要
1932年設立。当初はボランティアの音楽家たちによって構成され、後に州の資金援助を受ける団体となる。
ベンジャミン・スワリンが1939年から33年間、ゲルハルト・ツィンメルマンが1982年から21年間音楽監督を務めた。
2004年から音楽監督に就任したグラント・ルウェリンのもと、声楽作品の大作や演奏会形式のオペラなどをプログラムに取り入れた。録音ではアメリカ人作曲家マイケル・ドアティ、ジョン・ウィリアムズ、ネッド・ローレムの作品集「アメリカンスペクトラム」などをリリースしている。

2023年からカルロス・ミゲル・プリエトが音楽監督を務める。
ローリー中心部のマーティン・マリエッタ・センター・フォー・ザ・パフォーミング・アーツ内のメイマンディ・コンサートホールを本拠地として、チャペルヒル、ウィルミントン、ニューバーン、サザンパインズなど州内各地でのシリーズ公演に加え、夏の拠点であるケーリーの野外劇場コカ・ブース・アンフィシアターでのサマーフェスト・シリーズを開催している。また、様々な場所での地域活動を通じての教育プログラムにも力を入れている。

## 歴代音楽監督
- レイマー・ストリングフィールド (1932年–1938年)
- ベンジャミン・スワリン (1939年–1972年)
- ジョン・ゴスリング (1972年–1980年)
- ゲルハルト・ツィンメルマン (1982年–2003年)
- グラント・ルウェリン (2004年–2020年)
- カルロス・ミゲル・プリエト (2023年– )